# Kargahalli, Tirumakudal Narsipur
Kargahalli là một làng thuộc tehsil Tirumakudal Narsipur, huyện Mysore, bang Karnataka, Ấn Độ.